# Ministère des Finances (Luxembourg)
Pour les autres articles nationaux ou selon les autres juridictions, voir ministère des Finances.
Au Grand-Duché de Luxembourg, le ministère des Finances (en luxembourgeois : Finanzministère et en allemand : Ministerium der Finanzen), prépare et met en œuvre la politique budgétaire, financière et fiscale de l’État. À ce titre, il est compétent pour les finances publiques et l’élaboration du budget de l’État. Il définit également la politique à l'égard du secteur financier, et est chargé des relations avec les institutions financières internationales, ainsi que de la politique domaniale de l’État.
Enfin, un grand nombre d’administrations lui sont rattachées comme l’Administration des contributions directes, l’Administration de l'enregistrement et des domaines, l’Administration des douanes et accises et l'Administration du cadastre et de la topographie, pour n'en nommer que quelques-unes.

## Organisation
Le ministère des Finances est composé d'un secrétariat général et de 4 directions.

### Ministre des Finances
À partir du 17 novembre 2023, à la suite de la formation du Gouvernement Luc Frieden, Gilles Roth (CSV), dirige le ministère.

### Secrétariat général
Le Secrétariat général est chargé de la coordination des services du ministère des Finances et de la coordination avec les autres ministères, le conseil de gouvernement et les administrations ainsi que des relations avec la Chambre des députés. À l’égard des tiers, le Secrétariat général agit comme point de contact par défaut et transmet les requêtes aux directions compétentes.

### Quatre directions

#### Direction «Budget et place financière»
La Direction, en matière de budget, suit la situation des finances publiques et participe aux travaux du Comité de prévisions.
Elle élabore en matière de services financiers la législation nationale et prépare les dossiers européens sur les services financiers, l'Union bancaire ou les finances publiques. Elle représente le Luxembourg au comité économique et financier de l'Union européenne.

#### Direction «Fiscalité»
La Direction est chargée de toutes les questions relevant de la fiscalité nationale (directe et indirecte) et des recettes de l'État dépendant de la fiscalité. À cet effet, elle participe à tous les travaux qui ont lieu à ce sujet dans les enceintes nationales (Comité de prévisions, CES, etc.). Au niveau des enceintes internationales (UE, OCDE, Forum mondial) elle suit les nombreux dossiers à incidence fiscale (échange d'informations, beps, etc).

#### Direction «Affaires multilatérales, développement etcompliance»
La Direction est chargée des relations avec les institutions financières internationales dont le Luxembourg est membre. Elle assure le programme multilatéral d'aide au développement financé par le ministère des Finances et suit le développement en matière de financement du commerce international à travers l'Office du Ducroire.
En matière de compliance, la direction surveille le respect par le Luxembourg des obligations plus particulièrement contractées dans le contexte de la lutte contre le blanchiment, la corruption et le financement du terrorisme ainsi que les initiatives du G20, de l'OCDE, du GAFI et du Forum mondial.

#### Direction «Administration et domaines»
La Direction est chargée de la gestion des ressources humaines, du budget et de l'organisation interne du ministère.
En matière de politique domaniale, la direction assure une utilisation efficace des propriétés immobilières de l'État et assure la cohérence en la matière à travers les Comités d’acquisition et la Commission des loyers.

## Missions et attributions
Les principales attributions du ministère sont le budget, les finances, le Trésor et la fiscalité. Elles sont définies par l'arrêté grand-ducal portant constitution des ministères.